# Volodymyr Raskatov
Volodymyr Raskatov (né le 23 octobre 1957 et mort le 11 janvier 2014) est un nageur soviétique. Il participe aux Jeux olympiques d'été de 1976 et remporte deux médailles. La première est d'argent dans l'épreuve du relais 4x200 mètres nage libre, la seconde est de bronze dans l'épreuve du 400 mètres nage libre.

## Palmarès

### Jeux olympiques
- Jeux olympiques de 1976 à Montréal,  Canada
  -  Médaille d'argent
  -  Médaille de bronze

### Championnats d'Europe
- Championnats d'Europe 1977 à Jönköping (Suède) :
  -  Médaille d'or du relais 4 × 200 m nage libre.